# Yuanyang, Gansu
Yuanyang är en köping i nordvästra Kina. Den ligger i Wushan härad i staden Tianshui i provinsen Gansu, omkring 160 kilometer sydost om provinshuvudstaden Lanzhou. Antalet invånare är 26 352. Befolkningen består av 13 190 kvinnor och 13 162 män. Barn under 15 år utgör 23,0 %, vuxna 15-64 år 68 %, och äldre över 65 år 7,0 %.